# Tecla Insolia
Tecla Marianna Insolia, nota anche con lo pseudonimo di Tecla (Varese, 13 gennaio 2004), è una cantautrice e attrice italiana.
Nel 2025 ottiene il plauso della critica per le sue interpretazioni nel film Familia e nella miniserie L'arte della gioia, venendo riconosciuta con il David di Donatello per la migliore attrice protagonista e con il David Rivelazioni Italiane.

## Biografia

### Primi anni
Nata a Varese da genitori siciliani, il padre di Floridia e la madre di Solarino, è cresciuta a Piombino in provincia di Livorno dove, ad appena cinque anni, ha cominciato la propria formazione musicale presso la Woodstock Academy, seguita dall'insegnante Gianni Nepi. A dieci anni ha iniziato a partecipare alle attività dell'associazione artistica fondata da Gianna Martorella.
Ha partecipato a diversi eventi tra cui il Festival di Castrocaro nel coro "Baby Voice" diretto da Sabrina Ceccarelli e a programmi televisivi come Pequeños gigantes, in cui, nel 2016, si è classificata terza.

### Vittoria a Sanremo Young e la partecipazione al Festival di Sanremo 2020
Nel 2019 ha vinto la competizione canora Sanremo Young, acquisendo così il diritto di partecipare al Festival di Sanremo 2020 nella categoria Nuove Proposte dove si è classificata seconda con il brano 8 marzo. Nel corso delle kermesse le è stato conferito il Premio Enzo Jannacci, quest'ultimo assegnatole «per aver raccontato il ruolo della donna spesso drammaticamente inserito in difficili contesti sociali».
Nel 2018 ha ottenuto una piccola parte nella fiction L'allieva e dal 2020 ha recitato nella serie televisiva Vite in fuga. Nel 2021 è stata scelta per interpretare il ruolo di Nada da adolescente nel film tv sulla cantante dal titolo La bambina che non voleva cantare.
Nel 2020 prende parte come protagonista al cortometraggio "Mia" al fianco dell'attore Maurizio Lombardi per la regia di Matteo Mascotto e prodotto da Matteo Cichero, il corto è risultato vincitori di concorsi internazionali fra cui i film festival di: Mumbai, Bucarest e Montréal. 
Il 22 luglio 2021 è uscito il singolo Ti amo ma, in collaborazione con il rapper Alfa. I due collaboreranno di nuovo il 17 dicembre nel singolo Faccio un casino. Nel 2022 è stata la protagonista della serie televisiva Rai 5 minuti prima, diretta da Duccio Chiarini. Nel marzo dello stesso anno è stato pubblicato il singolo Oro, scritto in collaborazione con Noemi.
È stata la protagonista della miniserie L'arte della gioia diretta da Valeria Golino, messa in onda nel 2025 su Sky Atlantic, e attrice non protagonista nel film Familia (2024) diretto da Francesco Costabile, ottenendo per entrambe le interpretazioni la candidatura ai premi David di Donatello 2025, vincendo nella categoria alla migliore attrice protagonista per L'arte della gioia. Nel corso della medesima cerimonia le viene conferito il David Rivelazioni italiane.

## Discografia

### Singoli
- 2020 – 8 marzo
- 2021 – L'urlo di Munch
- 2021 – Ti amo ma (feat. Alfa)
- 2021 – Faccio un casino (feat. Alfa)
- 2022 – Oro
- 2022 – Griderò il tuo nome

## Filmografia

### Cinema
- Addio al nubilato, regia di Francesco Apolloni (2021)
- Familia, regia di Francesco Costabile (2024)
- L'albero, regia di Sara Petraglia (2024)

### Televisione
- L'allieva 2, regia di Fabrizio Costa – serie TV (2018)
- Vite in fuga, regia di Luca Ribuoli – serie TV (2020)
- La bambina che non voleva cantare, regia di Costanza Quatriglio – film TV (2021)
- Tutta colpa della fata Morgana, regia di Matteo Oleotto – film TV (2021)
- 5 minuti prima, regia di Duccio Chiarini – serie TV (2022)
- Sempre al tuo fianco, regia di Marco Pontecorvo e Gianluca Mazzella – serie TV (2024)
- L'arte della gioia, regia di Valeria Golino e Nicolangelo Gelormini – miniserie TV (2024)

## Programmi televisivi
- Pequeños gigantes 1 (Canale 5, 2016) - concorrente
- Sanremo Young 2 (Rai 1, 2019) - concorrente vincitrice
- Festival di Sanremo 2020 (Rai 1, 2020) - concorrente Nuove proposte

## Riconoscimenti
- Sanremo Young
  - 2019 – Prima classificata

- Festival di Sanremo, sezione Nuove proposte
  - 2020 – Premio della Sala Stampa Radio-TV-Web "Lucio Dalla" per 8 marzo
  - 2020 – Premio alla Miglior interpretazione "Enzo Jannacci" per 8 marzo

- David di Donatello
  - 2025 – David Rivelazioni Italiane
  - 2025 – Migliore attrice protagonista per L'arte della gioia
  - 2025 – Candidatura alla migliore attrice non protagonista per Familia
- Nastri d'argento - Grandi Serie
  - 2025 - Migliore attrice protagonista per L'arte della gioia